# Gora Aviatorov
Gora Aviatorov är ett berg i Antarktis. Det ligger i Östantarktis. Australien gör anspråk på området. Toppen på Gora Aviatorov är 59 meter över havet.
Terrängen runt Gora Aviatorov är mycket platt. Trakten är obefolkad. Det finns inga samhällen i närheten.